# 蕭德順
萧德顺（988年—1045年），又名顺德，契丹名高八，辽朝官员，出自契丹蕭氏楮特部。
萧德顺博览古今，多智谋。辽圣宗开泰元年（1012年）为北枢密院承旨，转任右夷离毕，以干练著称。开泰四年（1015年），为南府宰相，官至倒塌岭节度使，知興中府，后再任右夷离毕。陵青诱众作乱，事发，萧德顺审理时只诛杀首恶，其他人被释放。归奏皇帝，合帝心意。太平十一年（1031年）七月，辽兴宗以他为右皮室详稳。北京房山石经造经题记记载他的结衔是“永清军节度贝州管内观察处置等使、金紫崇禄大夫、检校太尉、使持节贝州诸军事、贝州刺史、知涿州军州事兼管内巡检安抚屯田劝农等使、兼御史大夫、上柱国、兰陵郡开国侯、食邑一千五百户、实封一百五十户”。重熙十四年（1045年）三月，萧德顺去世，享年五十八岁。

## 家族
- 曾祖父：萧霞赖，南府宰相
  - 叔祖父：萧蒲打宁，南府宰相
  - 祖父：萧乌古，又作萧乌古邻，中书令
    - 父亲：萧杨宁，又作萧阿古只，南府宰相，左仆射，判平州诸军事，知平州
      - 萧德顺
        - 子：萧惟信，南府宰相，兼中书令、魏国公
          - 孙：萧孝恭，南府宰相、本部族节度使、银青崇禄大夫、检校司空、使持节兰陵县开国男、食邑三百户
          - 孙女：萧都哥，嫁奚王府监军太尉耶律桂；
          - 孙女：萧卢佛女，嫁耶律桂之兄牌印将军耶律解里
          - 孙女：萧乌卢本，嫁见判易州团练使耶律筠

        - 子：萧惟忠，南府宰相、同中书门下平章事、判西京留守事
          - 孙：萧孝资，永兴宫使，左金吾卫大将军